# Colette Herzog
Colette Herzog est une soprano lyrique française, née le 25 octobre 1923 à Strasbourg et décédée le 6 juillet 1986 dans le 15e arrondissement de Paris,. Pensionnaire de l'Opéra national de Paris, elle était également l'une des cantatrices capables d'interpréter la musique sérielle.

## Biographie

### Naissance
Colette-Marie-Joséphine Herzog naquit à Strasbourg le 25 octobre 1923.

### Formation et sa première fonction
Colette Herzog aurait étudié, tout d'abord, la littérature.
Puis sa formation musicale fut tenue au conservatoire de Nancy où elle était une élève de Sidonie-Lucie Schaeffer,, mère de Pierre Schaeffer,.
Au début de sa carrière, elle n'était autre qu'une enseignante. À partir de 1945, Colette Herzog enseignait au conservatoire de Besançon auquel elle restait en fonction pendant plus de dix ans,.

### Musicienne très active
Pendant cette carrière d'enseignement, Colette Herzog n'était pas un simple professeur. Le magazine Guide du concert et du disque annonçait ses activités d'interprétation.
Elle effectua, les 16 et 17 novembre 1955, ses enregistrements en faveur des radios de Nancy et de Strasbourg, qui étaient programmés en quatre émissions. Ces dernières se composaient des œuvres de compositeurs français, Gabriel Fauré, Claude Debussy, Maurice Ravel, Francis Poulenc, Louis Beydts et un certain Laurent.
Son année 1956 s'illustrait de nombreuses interprétations. Le 4 mars, elle chanta des œuvres de Ravel et de Poulenc au théâtre de Mulhouse. C'étaient les mélodies grecques et les Fiançailles pour rire qu'elle interpréta. Puis le 30 mars, elle enregistra, à Paris, les deux airs pour la soprano de la Cantate du café de Jean Sébastien Bach, accompagnée du clavecin. À ce jour-là, fut aussi enregistré un programme de mélodies françaises. Il s'agissait du Poème d'un jour de Fauré et, de nouveau, des Cinq mélodies populaires grecques de Ravel. À Nancy, deux autres programmes de radio furent enregistrés : celui des Fiançailles pour rire de Poulenc et celui des chants en allemand de Wolfgang Amadeus Mozart, de Franz Schubert, de Robert Schumann et de Richard Strauss. Puis, elle effectua ses récitals à Belfort et à Besançon, les 9 et 11 mai. Son répertoire était donc très riche : Fauré, Debussy, Ravel et Poulenc en français mais aussi Bach, Mozart, Schubert, Schumann, Richard Strauss, Johannes Brahms et Hugo Wolf en allemand. Le magazine mentionnait encore son interprétation des Scènes de Faust de Schumann. Le concert fut tenu à Nancy le 16 décembre. Encore devait-elle se déplacer à Paris le 28 décembre pour l'enregistrement réservé à la radio Paris Inter, lequel était suivi de deux programmes de Nancy et de deux de Lyon, dont les enregistrements étaient prévus en janvier 1957.

### Son ascension avec le soutien d'Antoine Goléa
Cependant, si elle devint une cantatrice réputée, c'était grâce à un concert, tenu le 8 septembre 1957. Sous la direction de Félix Raugel, Herzog chanta la Missa brevis Sancti Johannis de Deo (Hob.XXII:7) de Joseph Haydn à l'église Sainte-Madeleine de Besançon. Et à cette occasion, elle rencontra le musicologue Antoine Goléa, qui s'impressionna si profondément de la qualité de cette chanteuse. Ce qui reste important est que ce musicologue ayant l'oreille absolue ait constaté que cette soprano était capable de chanter en haute précision de hauteur. En conséquence, il n'hésita pas à la conduire à la musique sérielle, dont il avait assez de connaissance.   
Colette Herzog et Antoine Goléa se marièrent finalement en 1974,.

### Cantatrice professionnelle
À la suite de cet événement, elle quitta le conservatoire, dans l'optique de se consacrer à l'interprétation. D'abord, il s'agissait des enregistrements pour l'émission,. Puis en 1958, elle chanta Le visage nuptial de Pierre Boulez à Strasbourg ainsi que Le livre des jardins suspendus d'Arnold Schönberg à Paris,. 
En 1959, elle rencontra Olivier Messiaen. La cantatrice, attendant une exécution des Chants de Terre et de Ciel à l'école normale de musique de Paris, avait demandé une répétition en présence du compositeur, ce qui était accepté de bon gré. Or, en raison du trépas inattendu de Claire Delbos, épouse de Messiaen, ce rendez-vous devint assez dramatique et émouvant. Le 25 avril au soir, Messiaen lui offrit deux heures de répétition très intense, sans lui dire qu'il venait de l'enterrer au cimetière, juste avant de venir. À vrai dire, ces pièces avaient été écrites pour son épouse et leur nouveau-né,.    
Colette Herzog eut l'honneur de créer plusieurs pièces. Ainsi, en 1961, elle effectua la première exécution de La Courte Paille, composée par Francis Poulenc (FP178), dans le cadre du festival de Royaumont,. 
En 1964, le théâtre national de l'Opéra-Comique organisa sa présentation de Zoroastre de Jean-Philippe Rameau († 1764), en faveur du 200e anniversaire de sa disparition. Colette Herzog participa au concours. Avant la représentation à Paris le 2 juin, cette pièce fut jouée à Bordeaux dans le cadre du festival Mai musical. Donc, c'était le début de Colette pour l'interprétation d'opéra. Plus tard, en 1979, elle sortira un disque consacré à ce compositeur. D'ailleurs, cette année 1964, elle était vraiment active. Invitée par le Maggio Musicale Fiorentino, elle participa à jouer l'opéra Die Zwingburg d'Ernst Křenek. Le 26 novembre au théâtre des Champs-Élysées, elle fut une des solistes pour la symphonie n° 8 de Mahler.
Dorénavant, son activité se caractérisait de l'opéra. Elle fut, entre 1964 et 1971, une pensionnaire de l'opéra national de Paris. En tant que membre de son équipe, elle interprétait mêmement auprès d'autres établissements, par exemple, opéra de Limoges pour la saison 1966 - 1967. En 1966, lorsqu'elle interpréta Zerlina de Don Giovanni à Paris, Henri Büsser, ancien directeur musical de cet opéra Garnier, écrivit : « Mlle Colette Herzog très consciencieuse dans le rôle de Zerline ».
Originaire de Strasbourg, Colette continua, convainquant sans difficulté les oreilles des germanophones, à enrichir son répertoire. Une lettre d'Antoine Goléa était le témoignage de son grand succès à Munich en 1967, avec l'exécution de quelques œuvres de Wolfgang Fortner. 
Et elle restait toujours en collaboration avec ce musicologue et ses amis. Ainsi, le 30 avril 1971 à Paris, elle effectua la première audition de Songe à nouveau rêve d'André Jolivet dont le texte avait été écrit par Goléa. L'œuvre, composée pour soprano et orchestre et donc conçue pour Herzog, était un fruit de leur cercle étroit. Or, après elle, son exécution reste très rare, en raison d' « une extrême difficulté vocale ». 
L'année 1974 fut remarquée par son interprétation en solo pour la symphonie n° 2 de Mahler Résurrection, avec une autre soliste, contralto Helen Watts. Il s'agissait de l'inauguration du festival international de musique duquel le thème était « Vienne et sa musique ». Le concert fut tenu à la cathédrale Notre-Dame de Strasbourg le vendredi 7 juin, sous la direction d'Alain Lombard. Au festival de Pesmes, elle participa, avec le Quatuor Parrenin, à interpréter le 2e quatuor de Schönberg. Cette pièce se distingue de sa particularité : la partie de la voix de soprano soutient, en tant que cinquième instrument, les deux derniers mouvements pour le texte de Stefan George. Encore cette année coïncidait-elle une courte fonction de Sergiu Celibidache à Paris. Le 17 septembre au théâtre des Champs-Élysées, Herzog chanta les quatre Lieder avec orchestre (op. 8) de Schönberg, sous la baguette de ce maestro qui dirigeait l'orchestre national de l'ORTF,. Puis, une collaboration avec Jean Fournet et l'orchestre de Paris fut tenue en janvier 1975 pour Der Wein d'Alban Berg en musique dodécaphonique ainsi qu'une pièce de Paul Hindemith.
Encore chanta-t-elle, en 1981, El tigre de oro d'Adrienne Clostre, en faveur de la Radio France. Cela était également sa première représentation.

### Dernières années
Son âge avancé, elle reprit la fonction de l'enseignante. À Paris, elle enseigna le chant, tant au conservatoire national de région (CNR de Paris, créé en 1978) qu'au conservatoire municipal Francis Poulenc, où le pianiste polonais Alexandre Konicki était chargé de l'accompagner,. 
Avec son époux, elle gardait une excellente amitié avec Maurice Schumann, maintenant académicien. Mais ce dernier était celui qui comprenait de manière exacte leur vie artistique tout à fait commune :

« Mais sans la fidélité discrète et vigilante de Colette Herzog — dont le chant a illuminé sa vie — pourrions-nous évoquer jusqu'à l'empêcher de se taire cette voix bourguignonne, sincère et courroucée ? »

— Maurice Schumann, Antoine Goléa un an après (1981)
Colette-Marie-Joséphine Herzog, autrement Colette Goldmann, épouse de Siegfried Goldmann (vrai nom d'Antoine Goléa), décéda dans le 15e arrondissement de Paris le 6 juillet 1986. Avec son mari qui était mort en 1980, elle fut inhumée dans la 84e division du cimetière parisien de Bagneux.

## Carrière de l'opéra

### Opéra national de Paris
- 1964 : Lorenzo da Ponte et Wolfgang Amadeus Mozart, Don Giovanni, mise en scène de José Beckmann
-rôle de Zerlina[4]
- 1966 : Lorenzo da Ponte et Mozart, Don Giovanni, mise en scène de José Beckmann, direction musicale de Bruno Maderna
- rôle de Zerlina[21]

### Théâtre national de l'Opéra-comique
- 1964 : Louis de Cahusac et Jean-Philippe Rameau, Zoroastre, mise en scène d'Henri Doublier, chorégraphie de Michel Rayme, direction musicale de Manuel Rosenthal
- rôle de Céphie[18]
- 1969 : Maurice Maeterlinck et Claude Debussy, Pelléas et Mélisande, mise en scène de Jacques Jansen
- rôle titre de Mélisande[34]

### Théâtre des Champs-Élysées
- 1967 : Mira Mendelssohn et Serge Prokofiev, Guerre et Paix[35], version concert tenue le 16 mars, direction musicale de Georges Sébastian[36]
- rôle principal de Natacha Rostov[36]

### Grand Théâtre de Bordeaux
- 1964 : Zoroastre ; voir ci-dessus
- 1968 : Wolfgang Fortner, Noces de sang, livret d'Antoine Goléa, mise en scène de Roger Lalande[37]

### Opéra municipal de Marseille
- 1968 : Antonio Bibalo (livret et musique) d'après Henry Miller (roman de 1948), Le Sourire au Pied de l'Echelle créé en 1965 ; première représentation en France, le 18 janvier, sous la direction de Serge Baudo
- rôle principal de l'Écuyère[38]

### Opéra de Tours
- 1970 : Ranieri de' Calzabigi et Christoph Willibald Gluck, Orphée et Eurydice, mise en scène de Tito Serebrinsky
- rôle titre d'Eurydice[39]

### Théâtre du Capitole de Toulouse
- 1970 : Georges Bernanos et Francis Poulenc, Dialogues des carmélites, sous la direction de Jésus Etcheverry
- rôle principal de Blanche de la Force[40],[41]

### Théâtre des Arts de Rouen
- 1971 : Ulisse de Luigi Dallapiccola créé en 1968, mise en scène de Michel Vitold, direction musicale de Charles Bruck
- rôle de Calypso[42]

### Théâtre communal de Bologne
- 1972 : Lorenzo da Ponte et Mozart, Don Giovanni, sous Peter Maag
- rôle de Donna Elvira[4],[43]

## Hommage
En 1966, Ivo Malec écrivit sa Cantate pour elle pour soprano, harpe, bande magnétique et dispositif électroacoustique. Cette elle n'était autre que Colette Herzog, qui effectua sa première représentation le 25 mai,. Cette création fut diffusée par la Radio France.
Juste avant son trépas, Jean-Pierre Guézec composa en 1971 les Trente mesures pour Colette Herzog pour soprano et piano. L'œuvre fut inaugurée toute de suite, le 11 février 1971, au Musée Grévin de Paris, avec l'interprétation par Colette Herzog elle-même.

## Enregistrement utilisé pour la danse de Maurice Béjart
Un enregistrement de Colette Herzog, qui se composait de plusieurs mélodies de Claude Debussy, était utilisé pour une œuvre de Maurice Béjart Baudelaire,. Elle fut créée pour l'inauguration de la nouvelle Maison de la culture de Grenoble, lors des Jeux olympiques d'hiver de 1968, en présence d'André Malraux. Les pièces chantées par elle étaient un extrait des Cinq poèmes de Charles Baudelaire, desquelles le disque avait été sorti en 1963.

## Activité culturelle et scientifique
Collette Herzog fut l'un des quatre artistes invités, le 27 octobre 1962, en qualité du représentant de l'opéra national de Paris, lors d'un hommage solennel au 100e anniversaire de la naissance de l'écrivain belge Maurice Maeterlinck. L'événement fut tenu à la Sorbonne sous la présidence du ministre Maurice Couve de Murville,. 
De même, étant le représentant de l'opéra, elle était un membre du Groupe d'Acoustique Musicale, qui était un laboratoire de la faculté des sciences de Paris. Ainsi, lors de la discussion d'une réunion, sous le thème Architecture et musique spatiale avec Fritz Winckel et tenue le 20 novembre 1970, elle présenta ses avis :

« Si on a vraiment besoin de voir quelque chose, c'est que la musique manque d'intérêt. La vision gâte l'audition, du moins en musique pure. »

« Si un auditeur s'ennuie, c'est que la musique ne réussit pas à capter son attention, à solliciter son imagination. La bonne musique s'écouter (sic) les yeux fermés : elle est assez riche pour permettre cela. »

## Critique
Conduite par le musicologue Antoine Goléa, Colette Herzog chantait toujours des œuvres difficiles à interpréter. On comprend que ses auditeurs ne fussent pas nombreux. C'est la raison pour laquelle, après son décès, elle tomba dans l'oubli malgré l'appréciation des spécialistes, à la différence de ses contemporaines, telle Régine Crespin.

Un critique, Mihai de Brancovan, résumait les caractéristiques de son exécution, après le récital tenu le 28 janvier 1980 à Paris : 

« C'est dans cette même salle que Colette Herzog, accompagnée par l'excellent Dalton Baldwin, a donné un récital dont le programme était à la fois d'une grande originalité et d'une difficulté extrême. Combien de cantatrices s'aventurent à chanter les Cinq poèmes de Baudelaire, de Debussy ? Bien peu. On les comprend d'ailleurs, vu les nombreux pièges que le compositeur a tendus à l'interprète, surtout pour ce qui est de l'intonation. Or, de ce côté-là, Colette Herzog, forte d'une longue pratique de la musique contemporaine, n'a pas le moindre problème : chaque note est attaquée à sa hauteur exacte et avec une précision absolue. J'ai admiré également la clarté de sa diction, la richesse, la variété de ses nuances. La mélodie la plus belle a peut-être été Recueillement, avec son atmosphère envoûtante et son chromatisme presque wagnérien. Mais c'est là un choix tout à fait subjectif. La seconde partie n'était pas non plus de tout repos, puisqu'elle était dédiée aux Chants de Terre et de Ciel de Messiaen. ... Ce beau récital, qui avait été débuté par les deux premières Nuits d'été de Berlioz, s'est achevé par plusieurs bis, dont une ravissante chanson péruvienne de Messiaen et un air extrait de l'Enfant prodigue de Debussy : autre œuvre que l'on n'entend jamais. »

— La Nouvelle Revue des Deux Mondes, 1980, p. 726

## Discographie
Elle contribua surtout à interpréter des œuvres des compositeurs contemporaines, qui restaient méconnues.
- 1961 : Maurice Ravel, L'Enfant et les Sortilèges, rôles de La Chauve-souris et d'une Pastourelle, sous la direction de Lorin Maazel, Deutsche Grammophon 6 18675
[écouter en ligne]
- 1962 : Arnold Schönberg, Le livre des jardins suspendus - 15 poèmes de Stefan George (15 Gedichte aus Das Buch der hängenden de Stefan George) op.15, accompagnement du piano par Jeacqueline Bonneau [accouplement avec op. 16 en instruments], Critère CRD146
[écouter en ligne]
- 1963 : [enregistrement direct tenu le 16 mars], Maurice Ravel, L'Enfant et les Sortilèges, rôles de La Chauve-souris, de La Bergère, de La Chouette et de L'Écureuil, sous la direction de Peter Maag et avec les Coro e Orchestra Sinfonica de Roma della RAI, DC posthume sorti en 2004 - Arts Archives 43039-2[54]
- 1963 : Francis Poulenc, Fiançailles pour rire et La Courte Paille, ainsi que, Claude Debussy, Cinq poèmes de Charles Baudelaire, accompagnement du piano par Jacques Février, Deutsche Grammophon LPM 18 882
- 1971 : Olivier Messiaen, Chants de Terre et de Ciel, ainsi que, Claude Debussy, Cinq poèmes de Charles Baudelaire, accompagnement du piano par Jean Laforge, Office de radiodiffusion-télévision française Inedits (distribution Barclay) 995020
- 1975 : Luigi Dallapiccola, Ulisse, rôles de Calypso et de Penelope, avec orchestre philharmonique de Radio France sous la direction d'Ernest Bour, enregistrement direct tenu le 6 mai 1975 à l'auditorium de Radio France, Naïve et Radio France V4960[55]
- 1978 : André Jolivet, Songe à nouveau rêvé, avec orchestre philharmonique de Strasbourg sous la direction d'Alain Lombard, Erato STU71120
- 1979 : Jean-Philippe Rameau, Orphée, Le Berger fidèle et Air du rossignol (extrait de Hippolyte et Aricie), avec I Solisti Veneti sous la direction de Claudio Scimone, Erato STU71214[19]

En collaboration avec son futur époux Antoine Goléa (qui était donc narrateur des introductions) ainsi que Pierre Boulez, elle participa à fournier un disque particulier ayant pour but d'initier des œuvres en musique sérielle. Les pièces qui concernent l'interprétation de Colette Herzog sont : 
1. Arnold Schönberg, extrait des Gurre-Lieder ;
2. Arnold Schönberg, Mädchenlied de Trois Lieder, op. 48, n° 3 ;
3. Alban Berg, Die Nachtigall de Sieben frühe Lieder ;
4. Anton Webern, Quatre Lieder, op. 12 ;
5. Anton Webern, Cantate n° 2, op. 31 ;
6. Colette Herzog exécuta aussi la mélodie populaire La légende de saint Nicolas, en rendant hommage à sa région natale et au conservatoire de Nancy ;

- 1960 : Antoine Goléa, Introduction à la musique sérielle, Vega 30BVG805
[écouter en ligne]

## Écouter en ligne
- Radio France (émission du 3 janvier 2021) : Le Visage nuptial de Pierre Boulez, le 8 juin 1959, au palais des fêtes de Strasbourg dans le cadre de son festival, avec la contralto Marie-Thérèse Cahn et l'orchestre radio symphonique de Strasbourg sous la direction de Charles Bruck
[écouter en ligne] (rubrique Écouter (59 MIN) de 39m5s à la fin)
- Institut national de l'audiovisuel (INA) : Symphonie n° 8 de Mahler, le 26 novembre 1964, au théâtre des Champs-Élysées, avec l'orchestre national de l'ORTF sous la direction de Jacques Jouineau
[écouter en ligne]

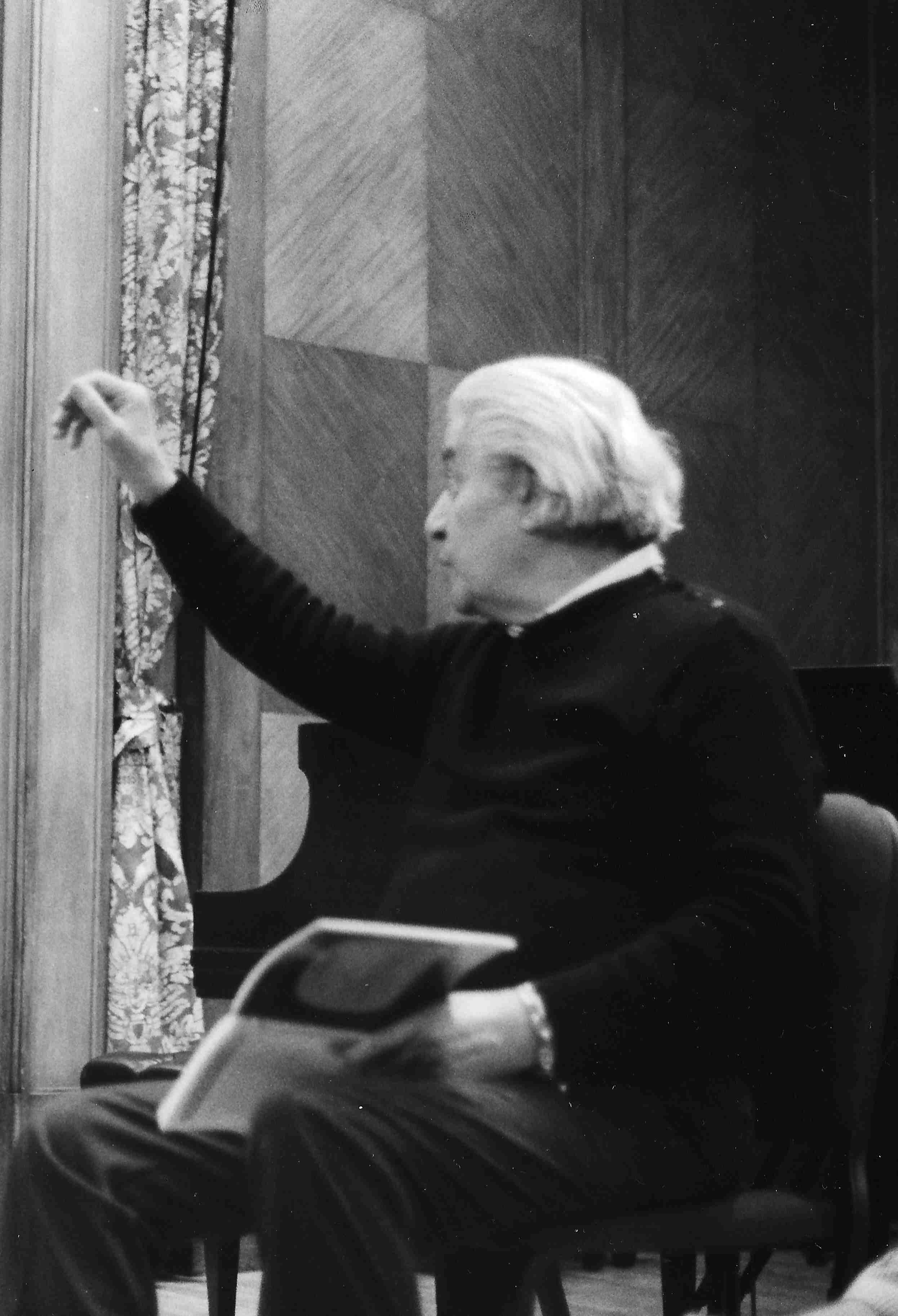
Cette collaboration n'était possible qu'en 1974, lorsque tous ces deux musiciens demeuraient à Paris.

- Institut national de l'audiovisuel (INA 17/09/1974 TCE)  / Radio France (émission du 15 juillet 2013) : Les six Lieder pour orchestre d'Arnold Schönberg (op. 8 en extrait : n° 1, 3, 5 et 6), le 17 septembre 1974, au théâtre des Champs-Élysées, avec l'orchestre national de l'ORTF sous la direction de Sergiu Celibidache[27]
[écouter en ligne (Radio France, rubrique ÉCOUTER (1H47) de 43m5s à 1h3m55s)] (qualité supérieure) ou [écouter en ligne sur YouTube] ;
« très rare enregistrement de [Celibidache] » (Benjamin François) car ce grand chef d'orchestre n'appréciait jamais la musique enregistrée, sans autoriser aucune diffusion de ses enregistrements, dont l'interdiction fut gardée jusqu'à ce que sa famille décide, après son décès, d'éliminer les disques fournis illégalement[note 8].